# Aranais
« Aranes » redirige ici. Pour le compositeur, voir Juan Arañés.

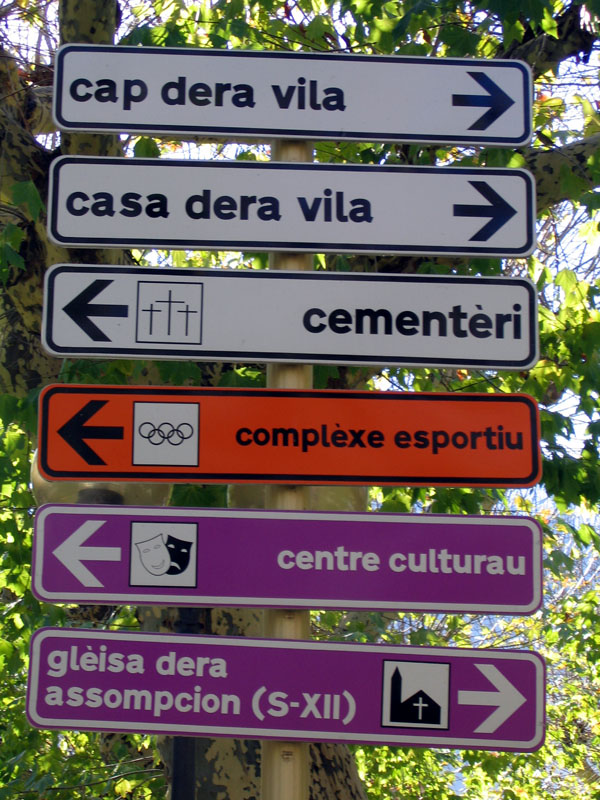
L'aranais à Bossòst (Val d'Aran)

L'aranais (endonyme : aranés) est le nom donné à la variété de la langue occitane (dialecte gascon) parlée dans le val d'Aran et en Catalogne.
Il est langue officielle du Val d'Aran depuis que ce territoire a reçu un statut de semi-autonomie en 1990 (statut imbriqué dans l'autonomie plus large de la Catalogne). Depuis 2006, l'occitan aranais est langue officielle dans toute la Catalogne, selon le nouveau statut (9 août 2006) de cette communauté autonome : « la langue occitane, appelée aranais dans le Val d'Aran, est la langue propre de ce territoire, et elle est officielle en Catalogne, conformément à ce qu'établissent ce Statut et les lois de normalisation linguistique ».
C'est un parler occitan gascon des Pyrénées qui bénéficie d'une norme linguistique en accord avec la norme classique de l'occitan.

## Usage
| Connaissance de l'aranais au Val d'Aran chez les individus de 2 ans et plus | 1996          | 1996        | 2001          | 2001        |
|                                                                             | Nombre absolu | Pourcentage | Nombre absolu | Pourcentage |
| Le comprend                                                                 | 6 295         | 90,05       | 6 712         | 88,88       |
| Sait le parler                                                              | 4 534         | 64,85       | 4 700         | 62,24       |
| Sait le lire                                                                | 4 145         | 59,29       | 4 413         | 58,44       |
| Sait l'écrire                                                               | 1 746         | 24,97       | 2 016         | 26,69       |
| Source : IDESCAT, Cens lingüístic de l'aranès de 2001                       |               |             |               |             |

Connaissance de l'aranais au Val d'Aran chez les individus de 15 ans et plus en 2008 : Enquesta d'usos lingüístics de la població 2008 (EULP 2008)

## Statut officiel

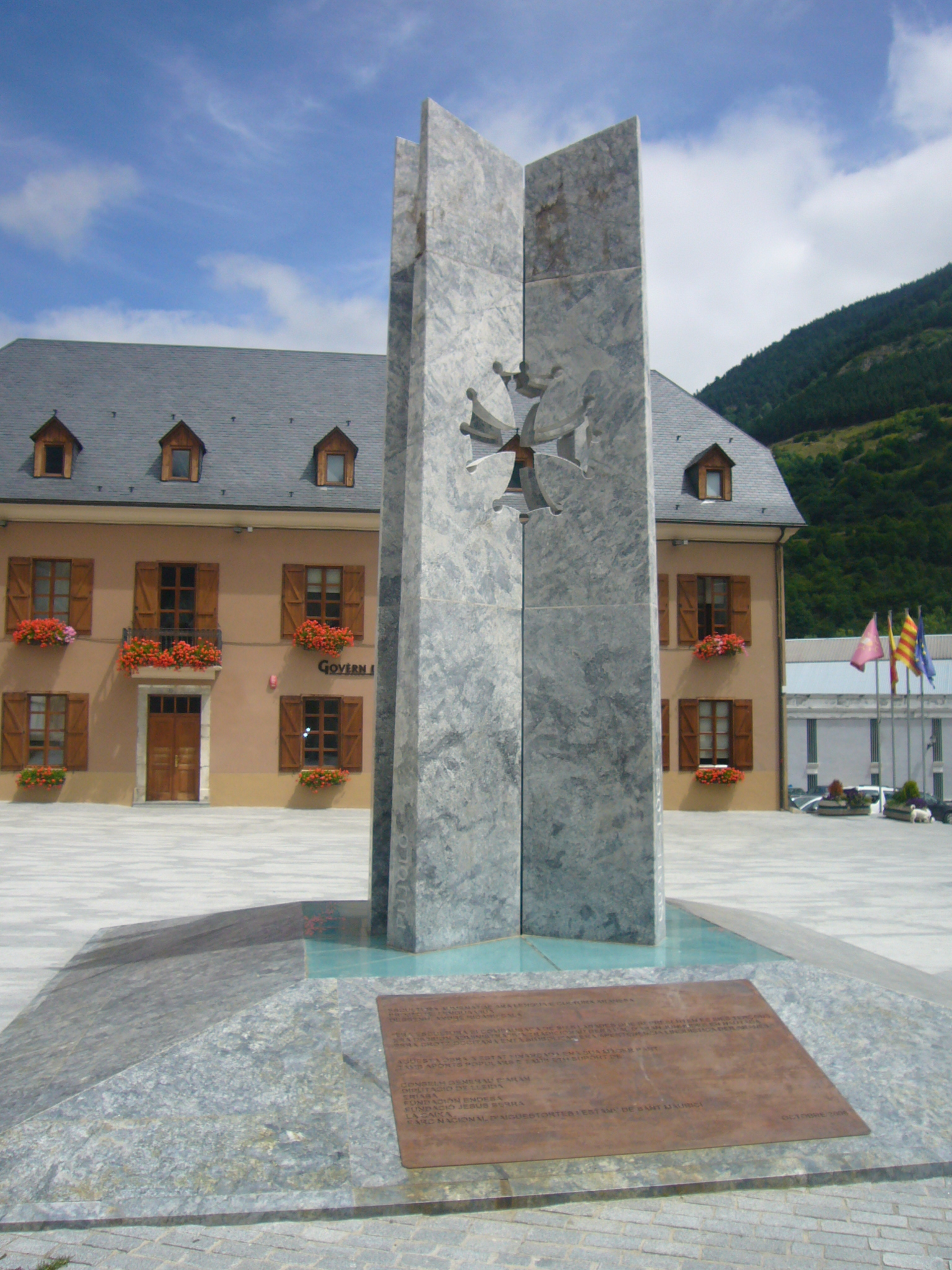
Sculpture d'André Ricard, en hommage à la langue et la culture aranaise (2008). Le monument porte la Croix occitane, les armes du Vall d'Aran et la devise Aran per sa llengua.

Le Statut d'autonomie de la Catalogne de 2006 dispose que la langue occitane, appelée aranais dans le Val d'Aran, est la langue de ce territoire et qu'elle est officielle en Catalogne, conformément aux dispositions du présent statut et aux lois de normalisation linguistique (article 6.5).
Le Statut d'Autonomie de la Catalogne de 1979 prévoit que le parler aranais fera l'objet d'un enseignement et d'une protection (article 3).
L'aranais est enseigné à tous les niveaux de la scolarité obligatoire et est également utilisé comme langue principale d'enseignement dans le Val d'Aran depuis 1984. La loi no 16/1990 du 13 juillet, sur le régime spécial du Val d'Aran, qui octroie à la vallée un système d'autonomie administrative, reconnaît l'appartenance de l'aranais aux familles de langues occitanes et indique que l'aranais, qui en est la modalité propre au Val d'Aran, y jouit d'un caractère officiel.
Depuis l'entrée en vigueur du statut d'autonomie de 2006, l'aranais est langue co-officielle en Catalogne, avec le catalan et le castillan et c'est la langue utilisée au Conseil général d'Aran et dans les mairies du Val d'Aran.
Le Val d'Aran est le seul territoire de l'ensemble du domaine linguistique occitan où la langue occitane ait reçu une reconnaissance officielle et une protection institutionnelle.
Le 14 janvier 1983, la Généralité de Catalogne a adopté les Nòrmes Ortogràfiques der Aranés (publiées en 1982) en tant qu'orthographe aranaise officielle. En 1999, le Conseil général d'Aran a adopté les nouvelles Nòrmes Ortogràfiques der Aranés, qui suivent les dernières modifications adoptées par le Conseil de la langue occitane pour l'ensemble du domaine occitan. Les deux normes contiennent les conventions orthographiques pour le gascon établies par l'Institut d'études occitanes, puis par le Conseil de la langue occitane. Ainsi, l'orthographe de l'aranais est la même que celle des autres dialectes occitans, si bien qu'elle permet sa participation au phénomène de récupération de la langue occitane.
Bien que les toponymes de la Catalogne aient pour forme officielle unique la forme catalane, les toponymes du Val d'Aran ont pour forme officielle la forme aranaise (conformément à la loi 1 / 1998 sur la politique linguistique). Aussi les signalisations des villages et les noms de leurs rues sont-ils écrits en aranais. Depuis mai 2001, il existe une politique officielle du Conseil général d'Aran qui régit le système de certification des différents niveaux de connaissance de l'aranais.
Plusieurs revues existantes font utilisation de l'aranais comme les quotidiens Avui ou encore Jornalet.

## Phonologie
Caractéristiques du gascon :
- Le [f] latin devient [h], focus > huec ou hòc, « feu ».
- Le [r] initial incorpore un [a] : ridere > arrir, « rire ».
- Le [n] intervocalique disparaît : luna > lua, « lune ».
- Le [l] final devient un [u] : mele > mèu, « miel ».
- un [l] géminé intervocalique devient un [r] simple : illa > era, « elle ».
- le [l] géminé final devient « th » : castellum > castèth, « château ».

Caractéristiques de l'aranais :
- article défini pyrénéen eth, era avec pluriel épicène es ayant remplacé l'article so, sa fossilisé dans la toponymie[8].
- féminin pluriel prononcé /es/ et écrit ‹ es › (le gascon général écrit ‹ as › et prononcé /ɔs/, /ɵs/ ou /as/)
- [v] intervocalique prononcé /w/ et écrit ‹ u › (le gascon général écrit ‹ v › et prononcé [β] ou [w])

### Voyelles
|             | Antérieures | Antérieures | Postérieures |
| ----------- | ----------- | ----------- | ------------ |
| Fermées     | i           | y           | u            |
| Mi-fermées  | e           | e           |              |
| Mi-ouvertes | ɛ           | ɛ           | ɔ            |
| Ouvertes    | a           | a           |              |

### Consonnes
|                     | Bilabiales | Bilabiales | Labio-dentales | Labio-dentales | Dentales | Alvéolaires | Alvéolaires | Palato-alvéolaires | Palato-alvéolaires | Palatales | Vélaires | Vélaires | Labio-vélaires | Glottales |
| ------------------- | ---------- | ---------- | -------------- | -------------- | -------- | ----------- | ----------- | ------------------ | ------------------ | --------- | -------- | -------- | -------------- | --------- |
| Nasales             | m          | m          |                |                |          | n           | n           |                    |                    | ɲ         | ŋ        | ŋ        |                |           |
| Occlusives          | p          | b          |                |                |          | t           | d           |                    |                    |           | k        | ɡ        |                |           |
| Affriquées          |            |            |                |                |          | t͡s          | d͡z          | t͡ʃ                 | d͡ʒ                 |           |          |          |                |           |
| Fricatives          |            |            | f              | v              |          | s           | z           | ʃ                  | ʒ                  |           |          |          |                | h         |
| Spirantes           |            |            |                |                |          |             |             |                    |                    | j         |          |          | w              |           |
| Roulées             |            |            |                |                |          | r           | r           |                    |                    |           |          |          |                |           |
| Battues             |            |            |                |                |          | ɾ           | ɾ           |                    |                    |           |          |          |                |           |
| Spirantes latérales |            |            |                |                |          | l           | l           |                    |                    | ʎ         |          |          |                |           |

## Normalisation de l'aranais
L'aranais est normalisé selon la norme classique et unitaire de l'occitan, définie initialement par Louis Alibert. Les normes du Conseil de la langue occitane sont reconnues officiellement par le Conseil général d'Aran depuis 1999.